# Stade Nkoantoma
Le stade Nkoantoma est un stade à multi-usage à Bata, en Guinée équatoriale. Le stade a été achevé en 2007.

## Histoire
Le stade a une capacité initiale de 22 000 personnes, étendue à 35 000 pour la Coupe d'Afrique des nations. Stade hôte de la Coupe d'Afrique des nations de football 2012, il accueille la cérémonie d'ouverture ainsi qu'une demi-finale.
Le stade a accueilli le Championnat d'Afrique de football féminin en 2008 et en 2012.
Le stade est situé à quelques kilomètres de la côte et à proximité d'un complexe sportif actuellement en construction, où se trouvent à l'intérieur une salle de sport, une piscine couverte, un hôtel.
Le stade  a accueilli de nouveau la Coupe d'Afrique des nations de football 2015 dont la finale s'est jouée au mois de février (victoire de la Côte d'Ivoire 9-8 aux tirs au but face au Ghana).